# Первое Мая (Ленинградская область)
Первое Мая — деревня в Большелуцком сельском поселении Кингисеппского района Ленинградской области.

## История
На карте Санкт-Петербургской губернии Ф. Ф. Шуберта 1834 года, на месте современной деревни обозначена мыза Барона Корфа.

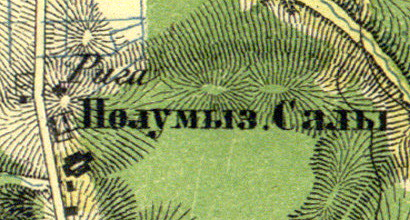
Земли деревни Первое Мая на карте 1860 года

Согласно «Топографической карте частей Санкт-Петербургской и Выборгской губерний» в 1860 году на месте деревни находились Полумызок Салы, рига и ветряная мельница.
Согласно материалам по статистике народного хозяйства Ямбургского уезда 1887 года мыза Анненгоф площадью 517 десятин принадлежала дворянину В. В. Лангаммеру, она была приобретена до 1868 года. В мызе был фруктовый сад. Трактир, лавка, службы, кузница с домиком и мельница сдавались в аренду.
В 1900 году, согласно «Памятной книжке Санкт-Петербургской губернии», мыза Анненгоф площадью 484 десятины принадлежала дворянину Владимиру Владимировичу Лангаммеру.

АНЕНГОФ — полумызок владельческий при колодце, число дворов — 1, число жителей: 1 м. п., 2 ж. п.; Винокуренный завод. (1862 год)

В конце XIX — начале XX века полумыза административно относилась к Горкской волости 2-го стана Ямбургского уезда Санкт-Петербургской губернии.
Согласно данным переписи населения СССР 1926 года полумызок Сала Дубровского сельсовета Горкской волости Кингисеппского уезда населяли 20 человек, большинство из них финны, а также латыши, эстонцы и немцы. Ещё 41 человек числился в колхозе организованном при полумызе.

Колхоз «1-е Мая» на карте 1940 года

Согласно топографической карте РККА 1940 года на полумызе был организован колхоз «1-е Мая».
По данным 1966 и 1973 годов деревня Первое Мая входила в состав Кошкинского сельсовета и являлась его административным центром.
По данным 1990 года в деревне Первое Мая проживали 107 человек. Деревня являлась административным центром Кошкинского сельсовета, в который входили 14 населённых пунктов: Заречье, Захонье I, Захонье II, Карлово, Комаровка, Кошкино, Манновка, Одресаре, Ореховая Горка, Первое Мая, Поповка, Пулково, Свейск, Серёжино, общей численностью населения 692 человека.
В 1997 году в деревне Первое Мая Большелуцкой волости проживали 68 человек, в 2002 году — 72 человека (русские — 96 %), в 2007 году — 85.

## География
Деревня расположена в центральной части района на автодороге 41К-109 (Лужицы — Первое Мая) к северу от места её примыкания к автодороге А180 (E 20) (Санкт-Петербург — Ивангород — граница с Эстонией) «Нарва».
Расстояние до административного центра поселения — 15 км. Расстояние до районного центра — 14,5 км.
Расстояние до ближайшей железнодорожной станции Сала — 3,5 км.

## Демография
| 2007 | 2010 | 2017 |
| ---- | ---- | ---- |
| 85   | ↗94  | ↗105 |

### Национальный состав
Согласно данным Всероссийской переписи населения 2021 года в деревне проживали 82 человека, из них:
 русские — 78, азербайджанцы — 2, таджики — 2 человека.

## Достопримечательности
- Остов ветряной мельницы из известнякового бута.

## Улицы
Придорожный переулок.